# Ermonela Valikaj
Ermonela Valikaj (ur. 9 listopada 1976 w Beracie jako Ermonela Felaj) - albańska prokurator, wiceprzewodnicząca Zgromadzenia Albanii.

## Życiorys
W 1999 roku ukończyła studia prawnicze na Uniwersytecie Tirańskim, a w 2001 roku uzyskała kwalifikacje prokuratorskie. Do 2009 roku pracowała jako prokurator w Prokuraturach Okręgowych Fierze i Beracie.
Od 2009 roku należy do Socjalistycznej Partii Albanii; z jej ramienia była posłanką do Zgromadzenia Albanii w latach 2009-2021. Od 2021 roku jest wiceprzewodniczącą Zgromadzenia Albanii.

## Życie prywatne
Jest córką Efti i Koço.
Ermonela Valikaj w związku małżeńskim z Bledarem Valikajem, z którym ma córkę Herę (ur. 2009). Deklaruje biegłą znajomość języka francuskiego, włoskiego i angielskiego.